# Metal: Hellsinger
Metal: Hellsinger est un jeu vidéo de tir à la première personne rythmé développé par le studio suédois The Outsiders pour Microsoft Windows, PlayStation 5, PlayStation 4, Xbox One et Xbox Series. Il est édité par Funcom et est sorti le 15 septembre 2022. 

## Développement
Le développement a commencé à la suite de l'annulation du jeu précédent des développeurs The Outsiders, Darkborn. L'équipe a décidé d'utiliser sa propre musique, plutôt que du métal existant, à la fois en raison de contraintes budgétaires et du besoin technique de diviser la musique en couches pour le système de fureur. Le jeu a été annoncé en juin 2020, initialement prévu pour un lancement en 2021, mais a été reporté à 2022 "afin de répondre aux attentes élevées pour le jeu".